# Love in Quarantine
Love in Quarantine è un cortometraggio muto del 1910 diretto da Frank Powell.

## Produzione
Il film fu prodotto dalla Biograph Company. Venne girato a Fort Lee, nel New Jersey.

## Distribuzione
Distribuito dalla General Film Company, il film - un cortometraggio di 154 metri - uscì nelle sale cinematografiche statunitensi il 17 novembre 1910.